# Визит Си Цзиньпина в Россию (2023)
20–22 марта 2023 года Си Цзиньпин, генеральный секретарь Коммунистической партии Китая и Председатель Китайской Народной Республики, посетил Россию на своей первой международной встрече после его переизбрания президентом на Всекитайском собрании народных представителей. Он встретился с президентом России Владимиром Путиным как в официальной, так и в неофициальной форме. Это также первая международная встреча Путина с тех пор, как Международный уголовный суд выдал ордер на его арест.

## Предыстория
Визит состоялся всего через несколько дней после того, как Китай одержал крупную дипломатическую победу, сблизив Иран и Саудовскую Аравию и поспособствовав восстановлению их дипломатических отношений.
Через несколько часов после того, как было объявлено о визите Си Цзиньпина в Россию, Международный уголовный суд выдал ордер на арест Владимира Путина.
Перед визитом Си Цзиньпин и Владимир Путин опубликовали отдельные статьи; Си заявил, что предложение Китая о прекращении российско-украинской войны отражает точку зрения мирового сообщества. Путин заявил, что возлагает большие надежды на визит своего «старого доброго друга».

## Визит
Утром 20 марта Си Цзиньпин прибыл в московский аэропорт Внуково. 21 марта он встретился с Владимиром Путиным.
Во время визита Си Путин заявил, что Россия готова обсудить инициативу Китая по прекращению конфликта на Украине, добавив, что он ознакомился с предложениями Китая по урегулированию украинского конфликта и с уважением относится к ним.

## Реакция
Политолог Юн Сун отмечает, что основная цель поездки Си Цзиньпина заключалась в укреплении двусторонних отношений между Китаем и Россией. Встреча Си Цзиньпина с Путиным была расценена как пиар-победа российского президента на фоне его усиливающейся изоляции. Для Китая встреча послужила символическим жестом отказа Пекина подчиниться американскому господству. Путин и Си называли друг друга «дорогие друзья». Однако, несмотря на предложенный Китаем «мирный план», реальных действий по нему не последовало. Путин похвалил план и обвинил Украину и Запад в его отклонении, а Си Цзиньпин избегал упоминания о конфликте, отказываясь чётко обозначить свою позицию.
В день этого события премьер-министр Японии Фумио Кисида посетил Владимира Зеленского в Киеве, а также Бучу, место резни 2022 года. Кисида также заявил, что агрессия России против Украины — это не просто европейское дело, а вызов правилам и принципам всего международного сообщества.
Обозреватель CNN Стивен Коллинсон отметил, что поездка Си Цзиньпина в Москву состоялась в момент серьёзного внешнеполитического вызова для США: с одной стороны, они готовятся к конфликту с Китаем, который может перерасти в новую холодную войну, с другой, Соединённые Штаты «ведут опосредованную борьбу на Украине со своим врагом в версии этого противостояния XX века».
С экономической точки зрения европейские критики делятся на два лагеря. Первые считают, что Россия обманула Европу, используя своих инвесторов для развития страны, теперь она попытается обмануть Китай. Согласно второму, Китай будет использовать территорию России. Однако опасений о глубине союза нет, так как китайская диаспора в массе своей более прозападная, чем пророссийская. Численность китайской диаспоры в США в миллионы раз превышает численность китайцев в России. В связи с чем кооперация Китая и Западных стран налажена очень хорошо, даже в межличностном плане. Китай не выступает в поддержку войне на Украине, не признает Крым российским — как и территории, которые вошли в состав России по итогам референдумов осени 2022 года, — и не оказывает военную поддержку Москве.